# توماس سوبيرغ
توماس سوبيرغ (بالسويدية: Thomas Sjöberg)‏ هو صحفي سويدي، ولد في 1958.